# شينجو تسورومي
شينجو تسورومي (بالكانا:つるみしんご) هو ممثل ياباني، ولد في 29 ديسمبر 1964 بطوكيو في اليابان.

## أعمال

### أفلام
- (1998) رازن
- (2008) إل يغير العالم
- (2011) طريقي

### مسلسلات
- ليغل هاي

## وصلات خارجية
- شينجو تسورومي على موقع IMDb (الإنجليزية)
- شينجو تسورومي على موقع ألو سيني (الفرنسية)
- شينجو تسورومي على موقع أول موفي (الإنجليزية)
- شينجو تسورومي على موقع قاعدة بيانات الفيلم (الإنجليزية)
- شينجو تسورومي على موقع كينوبويسك (الروسية)